# Ferenc Farkas
Ferenc Farkas (ur. 15 grudnia 1905 w Nagykanizsa, zm. 10 października 2000 w Budapeszcie) – węgierski kompozytor.

## Życiorys
Był synem olimpijczyka Aladára Farkasa. W dzieciństwie uczył się gry na fortepianie. W latach 1922–1927 studiował w Akademii Muzycznej im. Ferenca Liszta w Budapeszcie u Leó Weinera i Alberta Siklósa. W 1928 roku został korepetytorem Teatru Miejskiego w Budapeszcie i nawiązał współpracę z baletem Siergieja Diagilewa. W latach 1929–1931 przebywał na stypendium w Rzymie, gdzie uczył się u Ottorino Respighiego w Akademii Muzycznej św. Cecylii. Od 1933 do 1935 roku pracował dla wytwórni filmowych w Wiedniu i Kopenhadze. W latach 1935–1941 był wykładowcą wyższej szkoły muzycznej w Budapeszcie, zaś między 1941 a 1944 rokiem uczył w konserwatorium w Klużu. Od 1946 do 1948 roku kierował założonym przez siebie konserwatorium w Székesfehérvár. W latach 1949–1970 prowadził klasę kompozycji w Akademii Muzycznej im. Ferenca Liszta w Budapeszcie.
Otrzymał nagrodę im. Erkela (1960) i nagrodę im. Herdera (1979). W 1965 roku uhonorowany tytułem Zasłużonego Artysty (Érdemes Művésze díj), a w 1970 roku Wybitnego Artysty (Kiváló Művésze-díj). Odznaczony został krzyżem kawalerskim Orderu Zasługi Republiki Włoskiej (1985). Do jego uczniów należeli György Kurtág, György Ligeti, Zsolt Durkó, Sándor Szokolay i Attila Bozay.

## Twórczość
Był przedstawicielem zachowawczych tendencji w muzyce węgierskiej, w swojej twórczości wykorzystywał elementy zaczerpnięte z folkloru, przetwarzane na sposób tradycyjny. Stosował konwencjonalną, prostą harmonikę tonalną, z klarowną formą, rytmiczną witalnością i plastycznie zarysowaną tematyką. Preferował diatoniczne uformowanie materiału, tworząc muzykę przystępną w odbiorze i unikając skomplikowania formy.

## Wybrane kompozycje
(na podstawie materiałów źródłowych)

### Utwory orkiestrowe
- Fantazja na fortepian i orkiestrę (1929)
- Divertimento (1930)
- Tańce fińskie na orkiestrę smyczkową (1935)
- Concertino na harfę i orkiestrę (1937, zrewid. 1956)
- Rhapsodia Carpathiana (1940)
- Musica pentatonica na orkiestrę smyczkową (1945)
- Musica dodecatonica (1947)
- Concertino na fortepian i orkiestrę (1947, także wersja na klawesyn i orkiestrę smyczkową 1949)
- Preludium i fuga (1947)
- suita Lavotta (1951)
- Scherzo sinfonico (1952, nowa wersja 1970)
- Symfonia „In memoriam 4 IV 1945” (1952)
- Piccola musica di concerto na orkiestrę smyczkową (1961)
- Trittico concertato na wiolonczelę i orkiestrę smyczkową (1964)
- Concerto all’antica na baryton lub wiolę da gamba i orkiestrę smyczkową (1965)
- Planctus et consolationes (1965)
- Serenata concertante na flet i orkiestrę smyczkową (1967)
- Uwertura uroczysta „Commemoratio agriae” (1969)
- Variazioni classiche (1975–1976)
- Ouverture philharmonique (1977–1978)
- Musica serena na smyczki (1982)
- Musica giocosa (1982)
- Concertino na trąbkę i smyczki (1984)

### Utwory kameralne
- Notturno na trio smyczkowe (1929)
- 3 sonatiny na skrzypce i fortepian (1930, 1931, 1959)
- Alla danze ungherese na wiolonczelę lub skrzypce i fortepian (1934)
- Scherzino et intermezzo na flet prosty i fortepian (1940)
- Serenada na flet i 2 skrzypiec (1940, zrewid. 1965)
- Serenada na kwintet dęty (1951)
- Tańce starowęgierskie z XVII w. na kwintet dęty (1953)
- Sonatina na tematy ludowe na kontrabas lub fagot lub wiolonczelę i fortepian (1955)
- Sonata a due na altówkę i wiolonczelę (1962)
- Ballada na wiolonczelę i fortepian (1963)
- Kwartet smyczkowy (1970–1972)
- Citharoedia Strigoniensis na trio gitarowe (1972)
- Trio na skrzypce, wiolonczelę i fortepian (1979)
- 10 studiów na 2 skrzypiec (1982)
- Trigon na flet, fagot i fortepian (1988)

### Utwory fortepianowe
- Quaderno Romano (1931)
- 3 burleski (1941)
- 3 fantazje lutniowe V. Bakfarka (1943)
- Toccata (1945)
- Ballada (1955)
- Corespondances (1957)
- 3 monogramy (1962)

### Utwory wokalno-instrumentalne
- Pastorali na sopran i orkiestrę kameralną (1931)
- Fagyöngy na mezzosopran i orkiestrę kameralną (1932)
- Cantata lirica na chór i orkiestrę (1945)
- Gyümölcskosár na sopran, klarnet, skrzypce, wiolonczelę i fortepian (1947)
- Naptár na sopran, tenora i 11 instrumentów (1955)
- A vándor dalai na tenora, flet, altówkę i wiolonczelę (1956)
- kantata Cantus pannonicus na sopran, chór i orkiestrę (1959)
- Forget Me na sopran i orkiestrę (1959)
- Tibicinium na głos i flet (1960)
- oratorium Laudatio Szigethiana na głos solowy, głos recytujący, chór i orkiestrę (1966)
- kantata Tavaszvárás na baryton, chór i orkiestrę (1967)
- Praesepe Keuresheghiense na chór mieszany, organy i zespół kameralny (1970)
- Cinque canzoni dei trovatori na głos i gitarę (1971)
- Kassák-Kantate (1972–1973)
- Aspirationes principis na tenora, baryton i orkiestrę (1974–1975)
- Vita poetae na trio męskie, chór i instrumenty (1976)
- Ad Musicam na chór (1981)

### Utwory sceniczne
- opera A bűvös szekrény (1938–1942, wyst. Budapeszt 1942)
- singspiel Csínom Palkó (1950, wyst. Budapeszt 1951; nowa wersja wyst. Szeged 1960)
- opera ludowa Vidróczki (1964, wyst. Szeged 1964)
- komedia muzyczna Piroschka (1964, wyst. Kaiserslautern 1970)